# Sarah Maldoror
Sarah Maldoror (Condom, 19 juli 1929 – Saint-Denis, 13 april 2020), geboren Sarah Durados, was een Frans theater- en filmmaakster, scenariste en activiste van Guadeloupse oorsprong. Ze werd gezien als de “moeder” van de pan-Afrikaanse cinema en is vooral bekend omwille van haar enige fictie langspeelfilm, Sambizanga (1972), waarvoor een ze de Tanit d’Or en twee prijzen op het filmfestival van Berlijn in ontvangst mocht nemen.

## Biografie

### Leven
Sarah Durados werd geboren in het zuiden van Frankrijk als kind van een Guadeloupse vader en een Franse moeder. Al op jonge leeftijd veranderde ze haar achternaam in Maldoror, naar het personage in het gedicht Les chants de Maldoror (1868-1869) van de Comte de Lautréamont.
Vanaf de jaren 60 was ze verbonden aan de de-kolonialistische beweging en zette ze zich actief in voor sociale diversiteit. Op artistiek vlak zou ze heel haar leven verbonden blijven met de négritude beweging.
Met haar echtgenoot Mário Pinto de Andrade, mede-oprichter en leider van de People’s Movement for the Liberation of Angola, had Maldoror twee dochters: Annouchka de Andrade en Henda Ducados. Met haar gezin trok ze onder andere naar gebieden zoals Algerije, Kaapverdië, Réunion en Guinee-Bissau, waar ze telkens films begon te maken.
Sarah Maldoror overleed op 13 april 2020 op 90-jarige leeftijd door complicaties ten gevolge van COVID-19 tijdens de epidemie in Frankrijk.

### Carrière
In 1956 richtte Maldoror mee het theatergezelschap ‘Les Griots’ op, waartoe ook makers zoals Ababacar Samb Makharam, Toto Bissainthe en Timité Bassori behoorden. Samen gaven ze poëzielezingen en voerden ze stukken van o.a. Sartre, Genet en Aimé Césaire op. Begin jaren 60 vertrok ze echter samen met haar partner Mário Pinto de Andrade naar Moskou om film te studeren bij Mark Donskoi aan de VGIK (Gerasimov Institute of Cinematography). Hier leerde ze ook Ousmane Sembène kennen.
Na haar opleiding startte Maldoror haar filmcarrière als regie-assistent voor Gillo Pontecorvo’s La battaglia di Algeri (1966) en later William Kleins Festival panafricain d’Alger (1969).
Haar debuutfilm Monangambée (1968), een anti-koloniale documentaire gebaseerd op een verhaal van José Luandino Vieira, werd geselecteerd voor de Quinzaine des réalisateurs op het filmfestival van Cannes.
Het grootste succes behaalde Maldoror met haar enige fictie langspeelfilm Sambizanga (1972), tevens een van de eerste langspeelfilms gemaakt door een vrouwelijke regisseur in Sub-Sahara-Afrika. De film bekijkt de Angolese onafhankelijkheidsstrijd (1961-1974) vanuit een vrouwelijk perspectief.
Heel haar carrière streefde ze ernaar om de ideeën en acties van politieke bewegingen om te zetten in cinematische beelden. In het latere deel van haar carrière zou ze dit zelfs heel letterlijk doen door portretten te maken van denkers, artiesten en revolutionairen uit de négritude beweging (vb. Aimé Césaire en Léon G. Damas), maar ook van andere artiesten zoals Miró en Louis Aragon.

## Filmstijl
Maldoror voelde zich sterk aangetrokken tot de artistieke praktijken van de surrealisten. Voornamelijk in haar documentairefilms werd ze ook gevormd door de films van Franse antropologische cineasten als Jean Rouch. Het werk van Maldoror, en specifiek Sambizanga, doet op vlak van belichting denken aan de schilderijen van Caravaggio.

## Invloed
Het werk van Maldoror vormde een inspiratiebron voor vele regisseurs waaronder Julie Dash.
Beeldmateriaal gemaakt door Maldoror werden ook gebruikt door Chris Marker in Sans Soleil (1983)
In 1999 verscheen een documentaire over het leven en werk van Maldoror: Sarah Maldoror ou la nostalgie de l’utopie van Anne-Laure Folly.
In 2012 werd ze door Frédéric Mitterrand uitgeroepen tot Chevalier dans l’Ordre National du Mérite.

## Filmografie
- Monangambeee (1968)
- Des fusils pour Banta (1970)
- Sambizanga (1972) (ook scenario)
- Saint-Denis sur Avenir (1972)
- Et les chiens se taisaient (1974)
- Aimé Césaire, un homme une terre (1976)
- Fogo, île de feu (1979)
- Un carnaval dans le Sahel (1979)
- Carnaval à San Vicente (1979)
- Carnaval en Guinée-Bissau (1980)
- Miró, peintre (1980)
- Le Cimetière du Père-Lachaise (1980)
- La Basilique de Saint-Denis (1980)
- Un dessert pour Constance (1981)
- L’Hôpital de Leningrad (1983)
- Un Sénégalais en Normandie (1983)
- La Littérature tunisienne de la Bibliothèque Nationale (1983)
- René Depestre, poète (1984)
- Toto Bissainthe, chanteuse (1984)
- Robert Lapoujade, peintre (1984)
- Alberto Carliski, sculpteur (1984)
- Le Racisme au quotidien (1984)
- Robert Doisneau, photographe (1984)
- Le Passager du Tassili (1987)
- Aimé Césaire, le masque des mots (1987)
- Louis Aragon, un masque à Paris (1987)
- Emanuel Ungaro, couturier (1987)
- Vlady, Peintre (1989)
- Léon G. Damas (1995)
- L’Enfant cinéma (1997)
- Alain Séraphine – La Tribu du bois de l’É (1998)
- Scala Milan AC (2001)
- La Route de l’esclave (2003)
- Les Oiseaux mains (2005)
- Eia pour Césaire (2009)

- Bibliothèque nationale de France: cb14058607r (data)
- Gemeinsame Normdatei: 1061352269
- International Standard Name Identifier: 0000 0003 8301 5613
- Library of Congress Control Number: nr00017840
- Nederlandse Thesaurus van Auteursnamen: 341007684
- Système universitaire de documentation: 143500554
- Virtual International Authority File: 267526301
- WorldCat: E39PBJhhpWRbXm8hRYydYVTPwC